# 圣戈阿尔斯豪森
圣戈阿尔斯豪森（德語：Sankt Goarshausen，發音：[zaŋkt ɡoaːɐ̯sˈhaʊzn̩] ⓘ）是德国莱茵兰-普法尔茨州莱茵-兰县的城市，面积7.06平方千米，2023年12月31日人口为1,281人。